# 半洋礁灯塔
半洋礁灯塔是浙江省嵊泗县境内的一座灯塔。灯塔位于白节峡水道半洋礁，距离白节山灯塔西北偏西三里。1904年，灯塔由原大沽口外曹妃甸灯塔拆卸改建于此。2011年，半洋礁灯塔与舟山市和宁波市境内的其他十二座灯塔被列入第三次全国文物普查百大新发现，并于2013年成为全国重点文物保护单位。